# 勒芒有轨电车
勒芒有轨电车（法語：Tramway du Mans）是法国西北部城市勒芒的城市有轨电车系统，建成于2007年11月17日。截止2020年3月，该系统共包括2条有轨电车线路，共计35个车站，总长度约18.8公里（重合部分不另计）。

## 历史
勒芒在1897年~1947年间曾有过传统有轨电车，后因设施老化及私家车的兴起而被废除。
二十世纪90年代初，为改善勒芒的城市交通状况，现代有轨电车方案被提出。最终，第一条有轨电车线路于2007年11月17日投入运营，第二条则于2014年8月30日投入运营。

## 线路

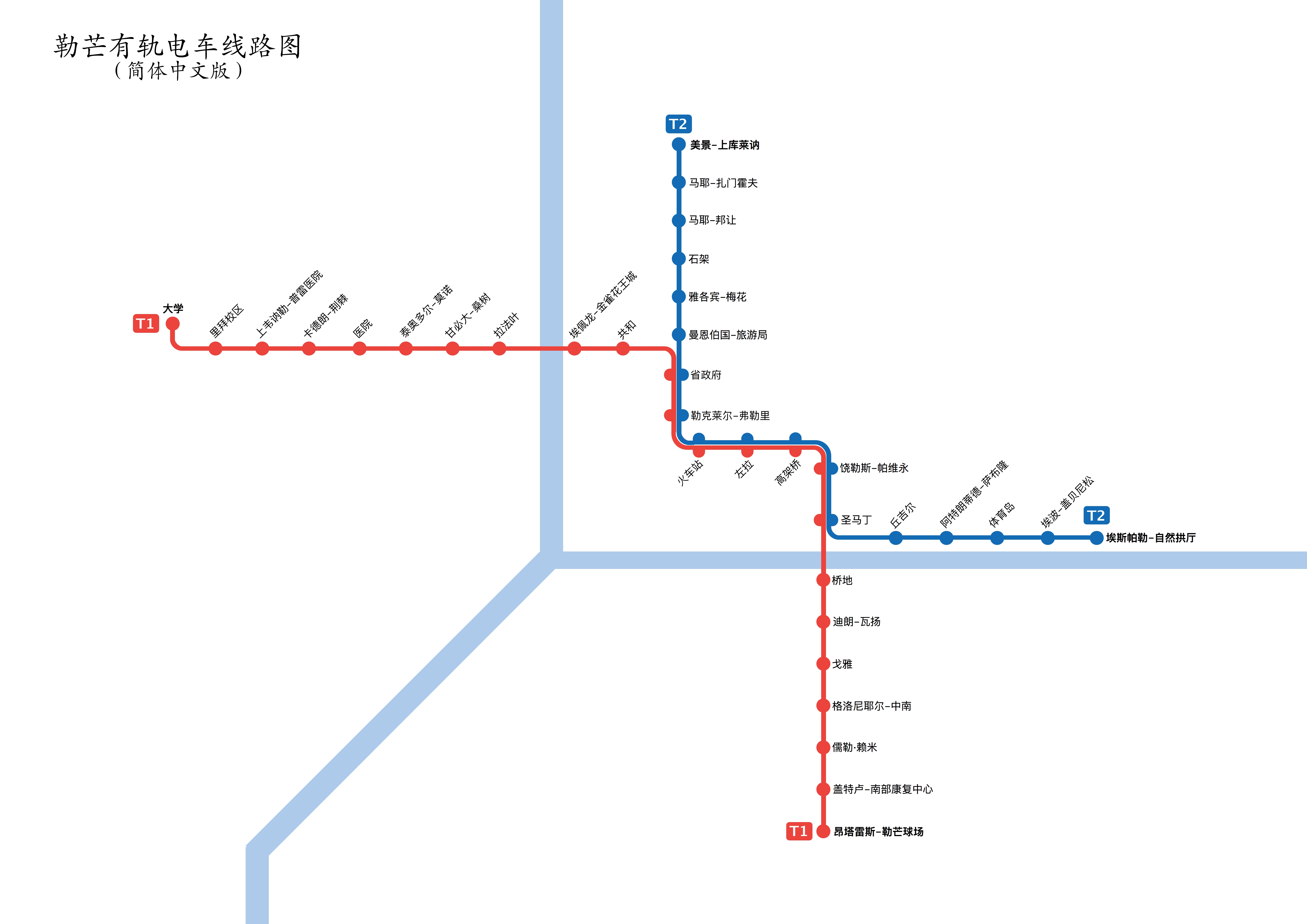
勒芒有轨电车线路网

## 图集

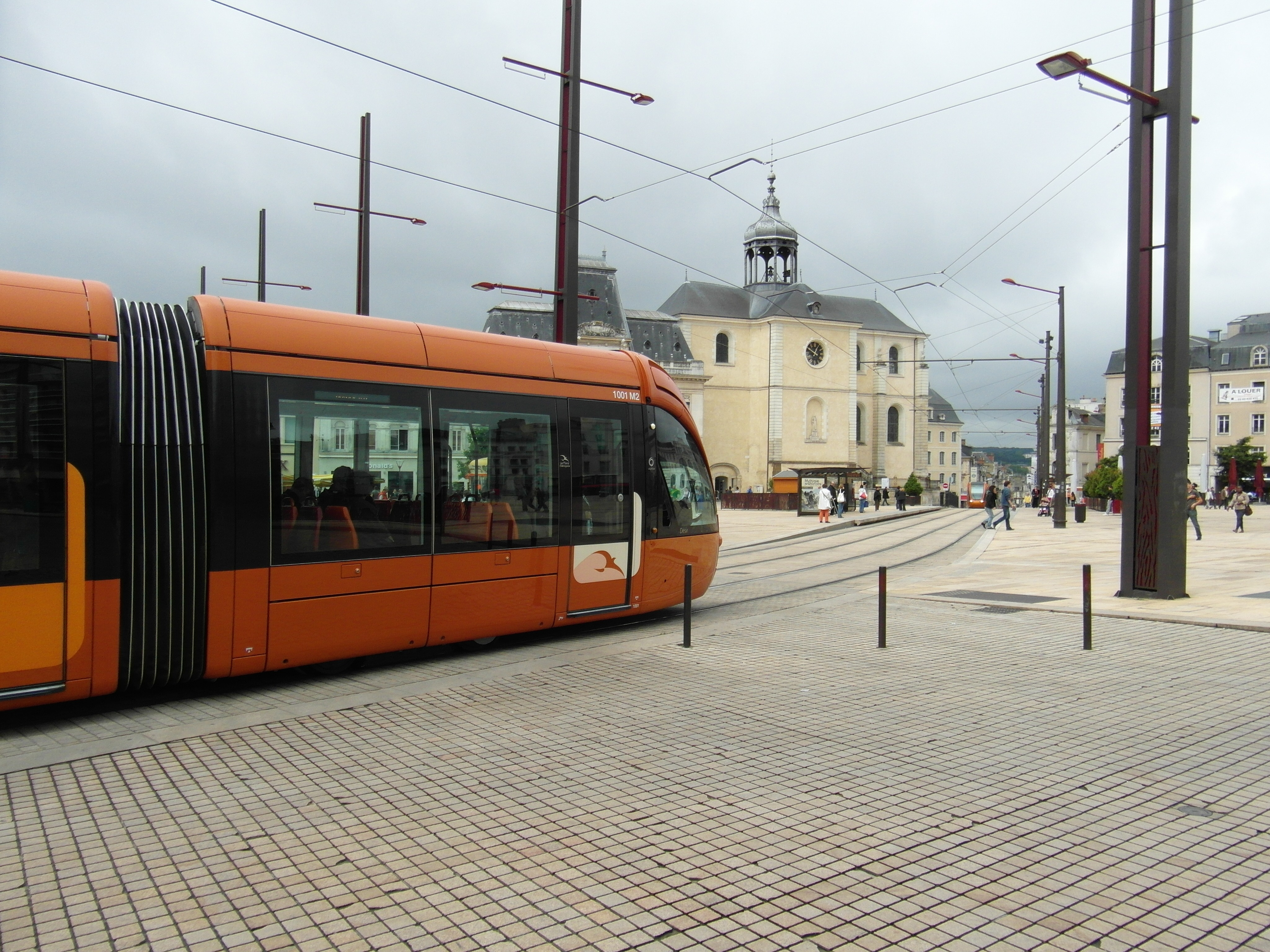
勒芒有轨电车
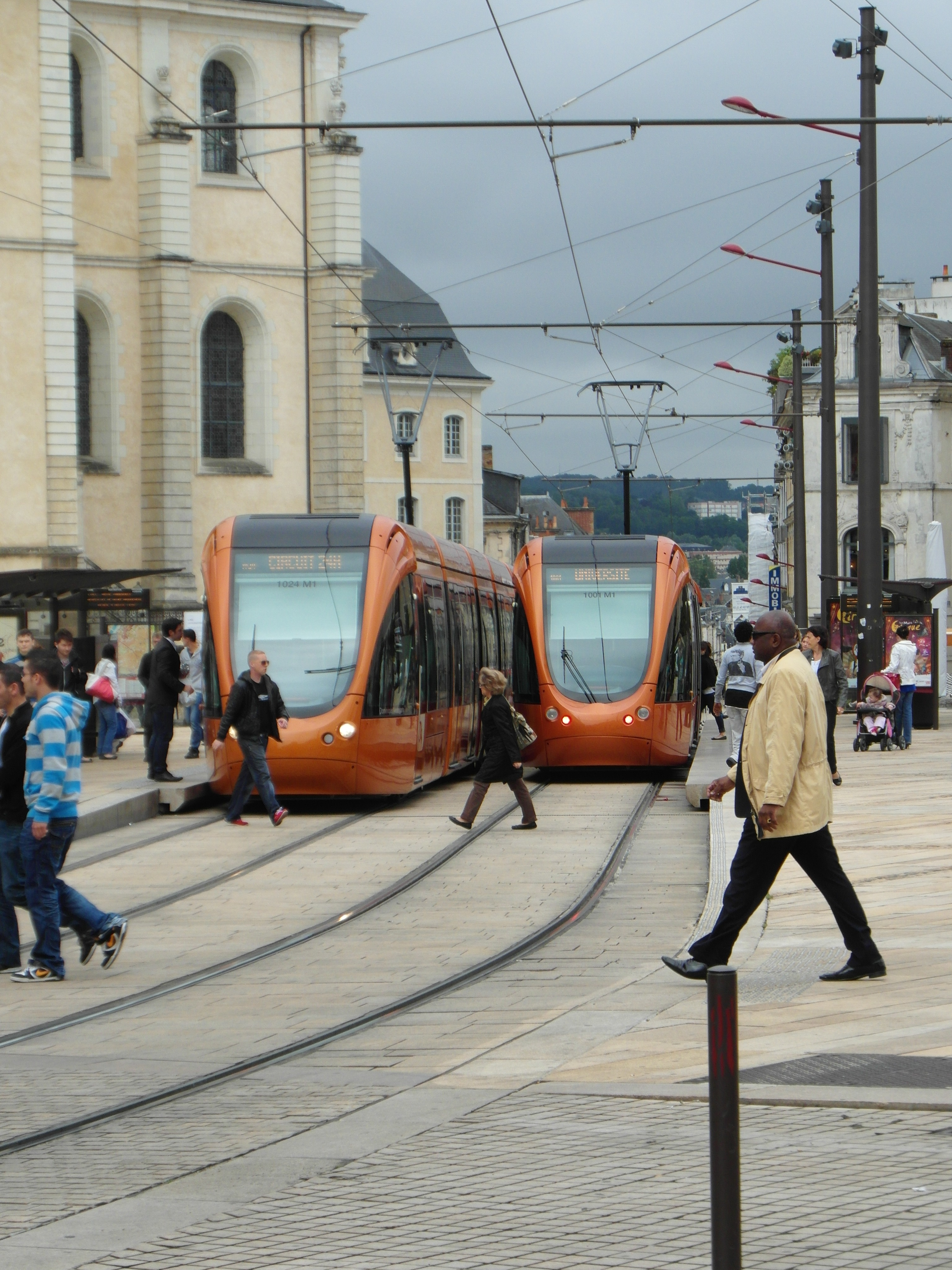
两列交汇的有轨电车
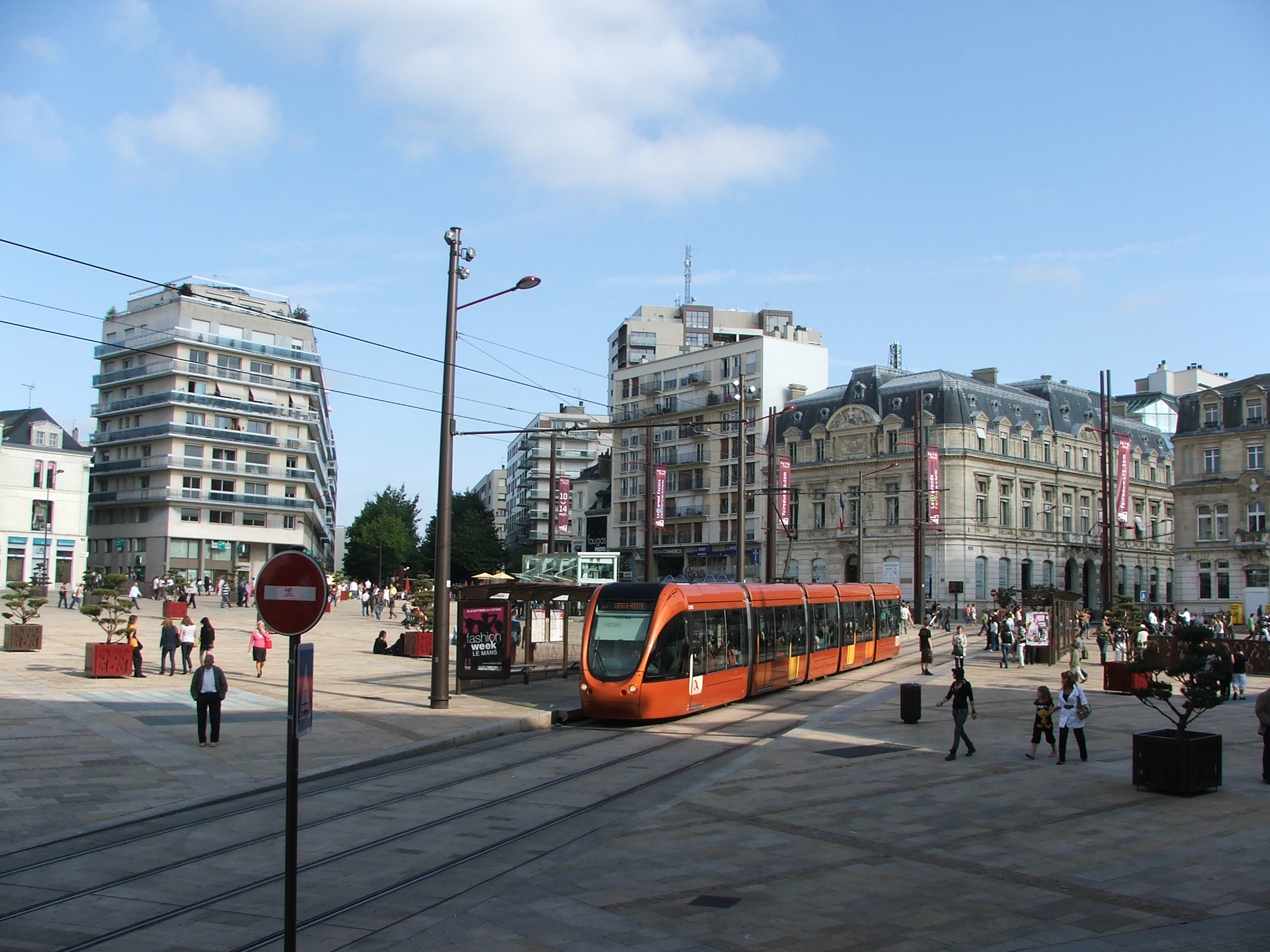
共和国广场站